# 奧爾斯克
奧爾斯克（羅馬化：Orsk）是俄羅斯奧倫堡州東部的一個城市，位於烏拉爾河與奧爾河匯合之處，在歐亞交界處附近。面積584平方公里，2002年人口250,963人，是該州第二大城市。
1739年由奧倫堡改為奧爾斯克（前者變成了目前州府的名稱）。1865年設市。